# Château de Bäckaskog
Le château de Bäckaskog (suédois : Bäckaskog slott), situé dans la municipalité de Kristianstad, en Scanie, dans le Sud de la Suède, était à l'origine un monastère construit au XIIIe siècle. Il a été transformé en château au XVIe siècle. Le château est situé sur l'isthme entre le lac Ivö (en) (le plus grand lac de Scanie) et le lac Oppmanna (sv).
Le monastère a été fermé par la Couronne danoise en 1537 pendant la Réforme. En 1584-1653, les nobles Henrik Ramel et son fils Henrik Ramel Junior donnèrent au château son apparence actuelle.

## Histoire

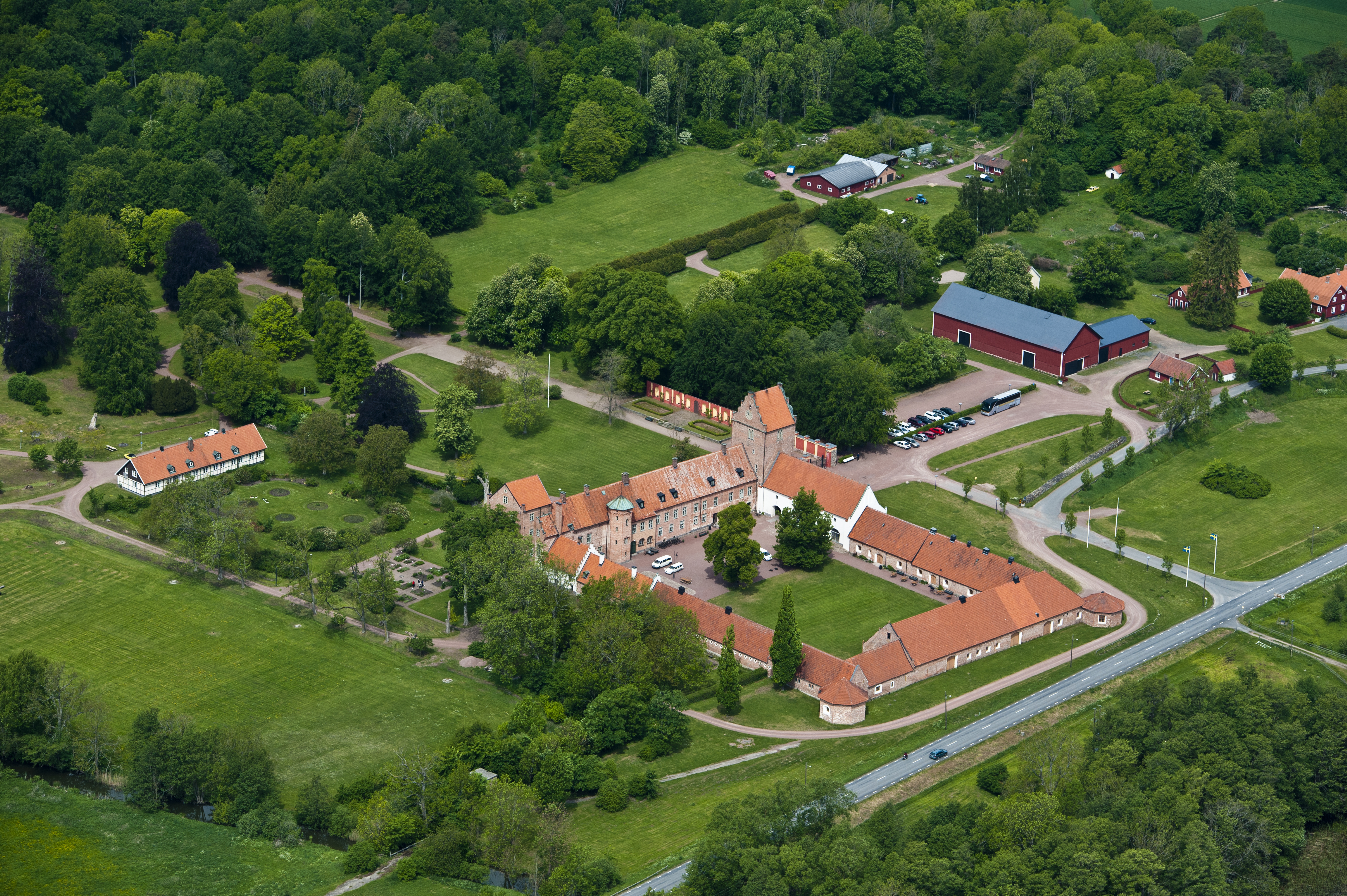
Vue aérienne.

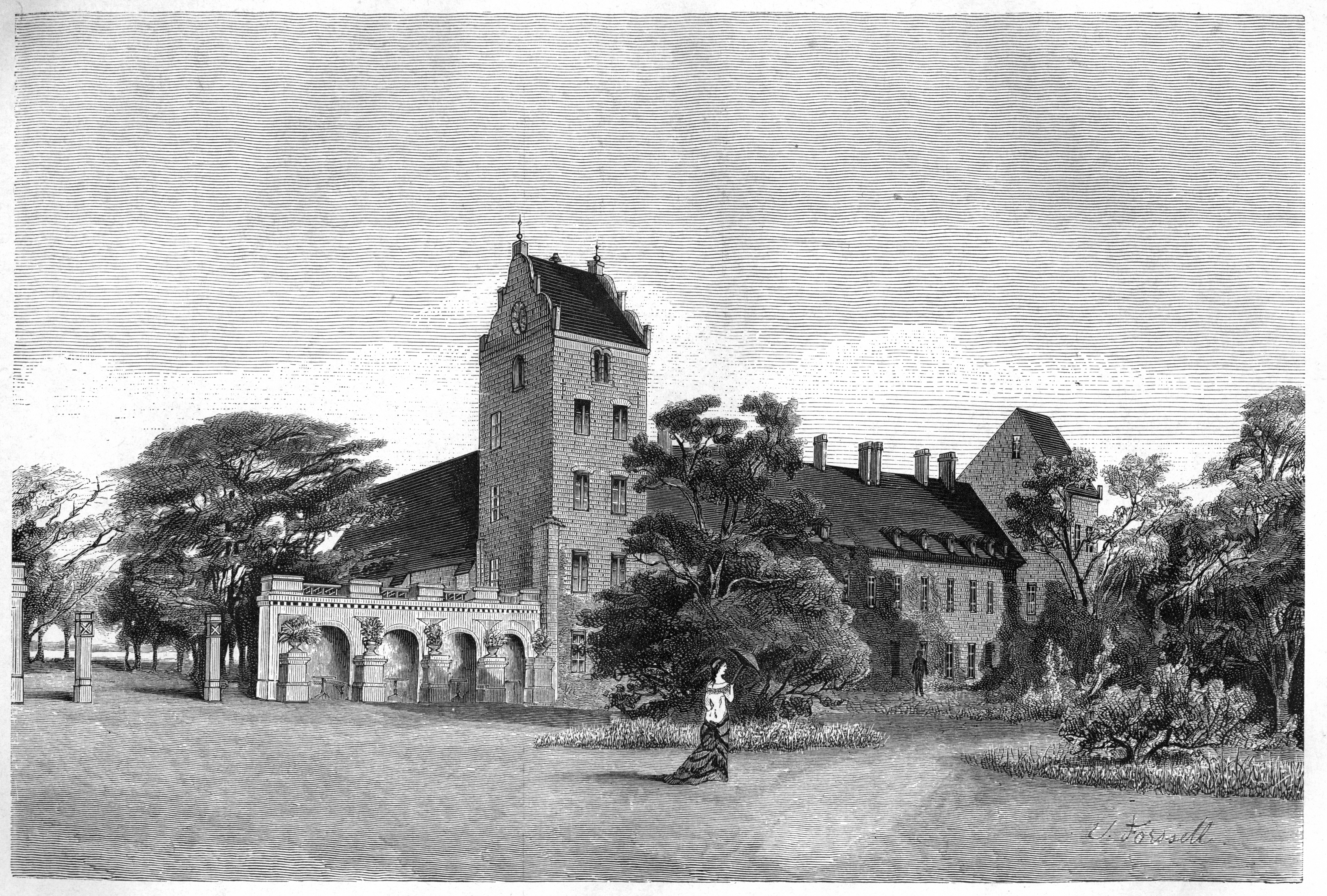
Gravure sur bois de (1878).

À l'origine le château fut fondé en tant que monastère de prémontrés au XIIIe siècle. L'activité monastique a cessé avec la Réforme en 1537, lorsque Bäckaskog a été repris par l'État danois. Il passa ensuite successivement aux mains des familles Ulfstand, Brahe, Bille et Parsberg puis devint enfin la propriété de la famille Ramel. En 1684, il passa à la couronne suédoise par Charles XI. Il devint ensuite une résidence pour le colonel du régiment de cavalerie du Sud de la Suède (sv), mais fut souvent loué. Parmi les titulaires, ce sont notamment le maréchal Johan Christopher von Toll et Charles XV qui ont embelli le château et ses environs. Oscar Ier loua la propriété en 1845 puis céda le contrat en 1853 au prince héritier Charles, futur Charles XV. Ce dernier fut propriétaire de Bäckaskog jusqu'à son décès en 1872. Le prince héritier Frédéric du Danemark, futur Frédérc VIII, prit possession de la propriété en 1885, mais en laissant à charge dès 1900 au chambellan Filip Stjernswärd.
Vers 1924, Bäckaskog fut loué par Per Åkers (Nilsson), directeur de la compagnie de téléphone suédoise en Pologne et, jusqu'à la révolution de 1917, directeur de LM Ericsson, propriétaire de la compagnie de téléphone à Moscou. Il fut le dernier locataire du château, en confiant la charge à son métayer. Un parent repris ensuite le bail.
En 1956, le château fut séparé de sa métairie. Le château fut loué par Gustaf Ferlenius, qui fit de Bäckaskog une destination touristique populaire. Depuis lors, le Bäckaskog est utilisé pour des conférences et des cours et est ouvert au public. En 1996, le château a été acheté par la Statens Fastighetsverk.

## Dans la culture populaire
- L'intrigue du livre Rymlingen d'Åsa Storck (sv) se déroule au château de Bäckaskog au XIVe siècle ;
- l'émission télévisée Stjärnorna på slottet (en) a été enregistrée au château à l'été 2012 et 2013.